# Försyn

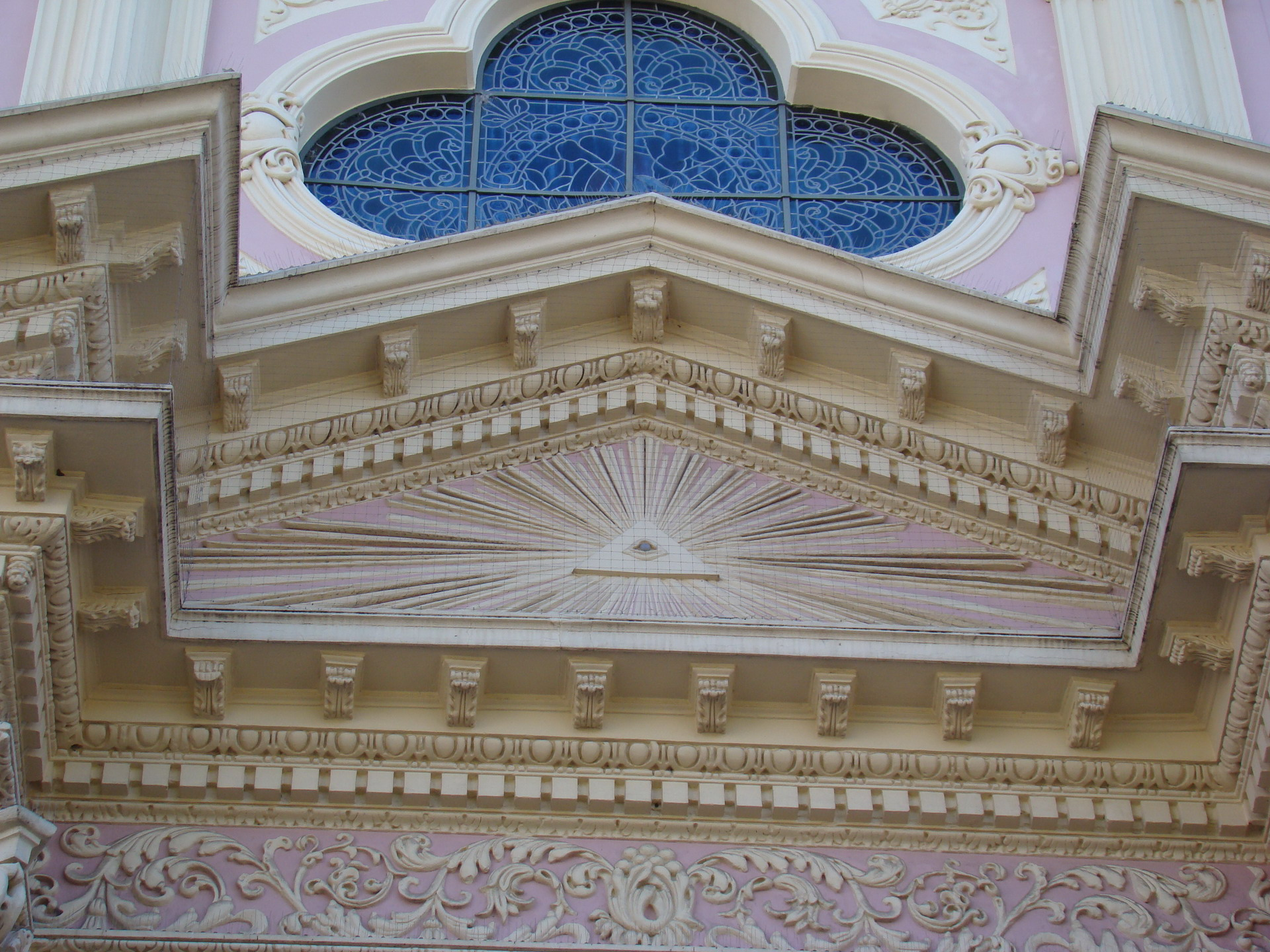
Det allseende ögat

Guds försyn, eller Försynen, är ett begrepp i kristen troslära, och åsyftar gudomlig påverkan av händelseförlopp på jorden och särskilt i människolivet.
Gud anses ingripa i många händelser för att åstadkomma det som är bäst för oss, från ett evigt perspektiv, det vill säga att bana väg för helgelsen och främja sådant som har betydelse för vårt eviga liv, och rör vår uppgift som evighetsvarelser.
Försynens händelser låter sig sällan förstås från ett jordiskt perspektiv, eftersom allt vi här kan se är som lösryckta fragment, tagna ur ett evigt och överjordiskt sammanhang.